# Sathrax durus
Sathrax durus ist eine Art der Echten Tierläuse, die bei Eigentlichen Spitzhörnchen vorkommt. Sie ist der einzige Vertreter der Gattung Sathrax. Sathrax durus wurde  bislang beim Gewöhnlichen und beim Nördlichen Spitzhörnchen nachgewiesen, die beide in Südostasien verbreitet sind.

## Beschreibung
Der Kopf trägt fünfgliedrige Antennen, welche bei Männchen am dritten Glied zwei kurze, nach hinten gerichtete Borsten (Setae) aufweisen. Die Kopfunterseite ist mit spitzen Höckerchen besetzt. Eine thorakale Sternalplatte ist vorhanden, ebenso ein Pleuralkamm am Prothorax. Die drei Beinpaare sind unterschiedlich groß, wobei das erste das kleinste ist. Paratergalplatten (Sklerotisierungen seitlich der Tergiten) sind am 2. bis 8. Abdominalsegment ausgebildet, Tracheenöffnungen am 3. bis 8. Weibchen haben rückenseitig zwei Borstenreihen an den Segmenten 2 bis 7, wobei die der zweiten mit einer Platte verbunden ist. Männchen haben rückenseitig zwei Borstenreihen an den Segmenten 2 bis 6. Bauchseitig sind bei beiden Geschlechtern zwei Borstenreihen an den Segmenten 2 bis 6 vorhanden.